# خومنگسکا
خومنگسکا (به لهستانی:  Humniska) یک روستا در لهستان است که در گمینا بژوزوو واقع شده‌است. خومنگسکا ۴٬۳۰۰ نفر جمعیت دارد.